# Storm over Rome
Storm over Rome is een  stripverhaal uit de reeks van Jerom, uitgegeven door de Standaard Uitgeverij in 1982.

## Locaties
Dit verhaal speelt zich af op de volgende locaties:
- Rome, Colosseum, paleis, drankgelegenheid,

## Personages
In dit verhaal spelen de volgende personages mee:
- Jerom, professor Barabas, Thadeus (alchimist), leeuwentemmer, Romeinse patrouille, Kolos (sterkste man van Rome), Keizerlijke wacht, Caesar, Titus en Tatus, Kolosus (gladiator), publiek, opstandelingen

## Het verhaal
Jerom maakt foto's van het Colosseum en ziet thuis dat hij een geheimzinnig figuur op de foto heeft staan. Professor Barabas herkent een man uit het oude Rome en Jerom besluit met de tijmtrotter terug te gaan. Hij ziet de man en hij blijkt gedwongen te zijn om leeuwen af te richten om te vechten in de arena. De alchimist van de keizer vervloekte de man, hij zou eeuwig ronddolen bij het Colosseum. Jerom gaat met de man terug in de tijd en ze komen bij de keizer terecht. Jerom heeft inmiddels veel mannen verslagen en de keizer vraagt of hij in het Colosseumm wil vechten. Jerom hoopt dan wat te weten te komen over de dochter van de leeuwentemmer, want zij is gevangen genomen door de keizer. Jerom vertrekt, maar wordt in een drankgelegenheid in slaap gebracht door een slaapmiddel. Hij wordt wakker in een cel en moet ongewapend tegen leeuwen en een panter vechten.
Jerom verslaat de dieren en moet dan vechten tegen Kolosus. Intussen wordt de leeuwentemmer gevangen genomen en bij zijn dochter opgesloten. Ze worden aan een offerpaal gebonden en Jerom ziet een grote stier naderen. Jerom verslaat de stier en pakt de offerpaal. Samen met de gevangenen ontsnapt hij uit het Colosseum en ze komen opstandelingen tegen. Samen met de opstandelingen willen ze de keizer verslaan. De mannen vallen de stad aan en het lukt om de Keizerlijke wacht te verslaan. Jerom dringt het paleis in en krijgt de keizer te pakken. De opstandelingen vieren hun overwinning en Jerom biedt de leeuwentemmer aan om de nieuwe keizer te worden. Dit wordt groots gevierd en de dochter van de leeuwentemmer bedankt Jerom voor al zijn inspanningen. Jerom keert dan terug naar zijn eigen tijd met de tijmtrotter.